# Robert Levy
Robert Levy (5 de abril de 1972) es un deportista neozelandés que compitió en judo. Ganó tres medallas de bronce en el Campeonato de Oceanía de Judo, en los años 1996 y 1998.

## Palmarés internacional
| Campeonato de Oceanía | Campeonato de Oceanía      | Campeonato de Oceanía | Campeonato de Oceanía |
| Año                   | Lugar                      | Medalla               | Categoría             |
| --------------------- | -------------------------- | --------------------- | --------------------- |
| 1996                  | Wellington (Nueva Zelanda) | Medalla de bronce     | –86 kg                |
| 1996                  | Wellington (Nueva Zelanda) | Medalla de bronce     | Abierta               |
| 1998                  | Apia (Samoa)               | Medalla de bronce     | –90 kg                |